# BYD Seal 07

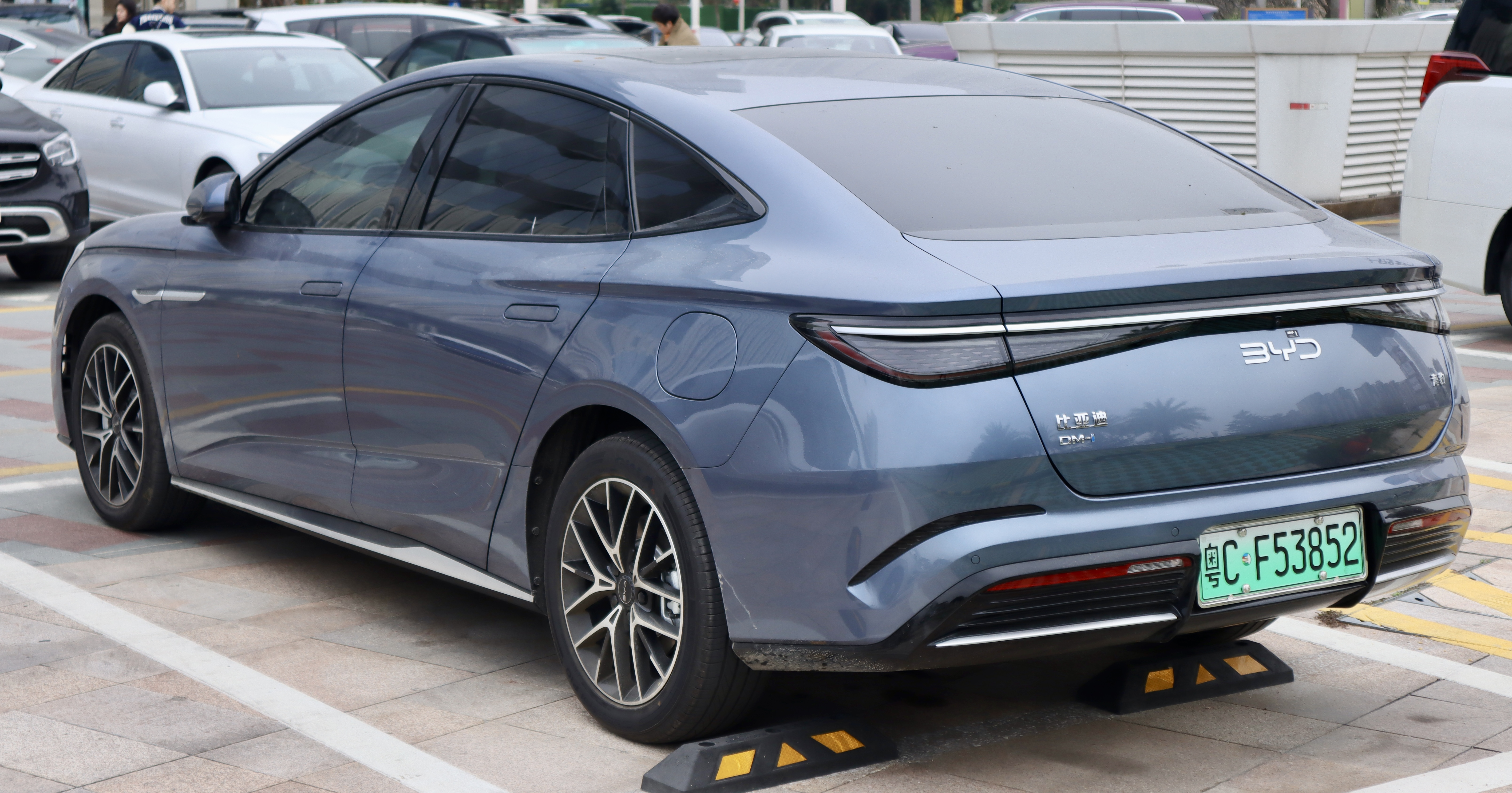
Heckansicht

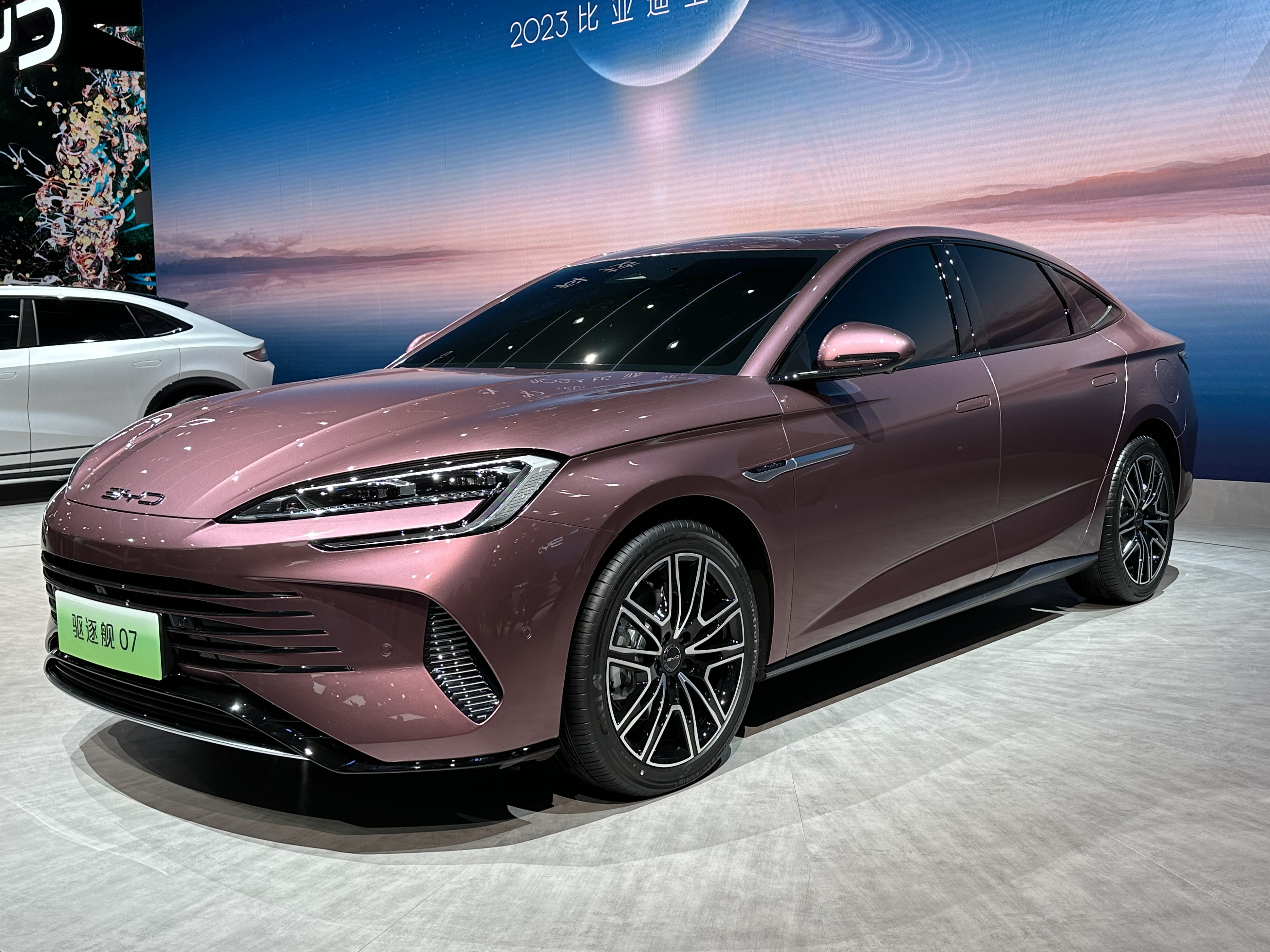
BYD Destroyer 07 auf der Shanghai Auto Show 2023

Der BYD Seal 07 (bis 2024: BYD Seal DM-i) ist eine Limousine der oberen Mittelklasse des chinesischen Automobilherstellers BYD Auto.

## Geschichte
Vorgestellt wurde das oberhalb des BYD Destroyer 05 positionierte Fahrzeug im April 2023 als BYD Destroyer 07. Die Limousine wurde zunächst der sogenannten „Kriegsschiff“-Serie des Herstellers zugeordnet. Im Juli 2023 wurde bekannt, dass die Baureihe als Seal DM-i vermarktet werden wird. Der Seal ist ein rund 20 Zentimeter kürzeres Elektroauto. Der Verkauf des Seal DM-i begann auf dem chinesischen Heimatmarkt im August 2023 auf der Chengdu Auto Show. Seit August 2024 wird das Fahrzeug als Seal 07 vermarktet. Eine überarbeitete Version der Baureihe wurde im Juni 2025 gezeigt.

## Technische Daten
Angetrieben wird der 4,98 Meter lange Seal DM-i von einem 1,5-Liter-Ottomotor in Kombination mit einem Elektromotor. Damit ergibt sich die Systemleistung zu 145 kW (197 PS) oder 160 kW (218 PS). Als Energiespeicher für die elektrische Energie stehen zwei Lithium-Eisenphosphat-Akkumulatoren (Blade-Batterie) mit 17,6 oder 30,7 kWh zur Wahl. Die maximale elektrische Reichweite nach CLTC mit der größeren Batterie wird mit 160 km angegeben. Der Seal 07 leistet maximal 200 kW (272 PS). Die maximale CLTC-Reichweite wird bei ihm mit 125 km angegeben.
| Kenngrößen                                  | Seal DM-i 1.5 121KM         | Seal DM-i 1.5T 121KM         | Seal DM-i 1.5T 200KM         | Seal 07 1.5 70KM            | Seal 07 1.5 125KM           | Seal 07 1.5T 125KM          |
| ------------------------------------------- | --------------------------- | ---------------------------- | ---------------------------- | --------------------------- | --------------------------- | --------------------------- |
| Bauzeitraum                                 | 08/2023–08/2024             | 08/2023–08/2024              | 08/2023–08/2024              | seit 08/2024                | seit 08/2024                | seit 08/2024                |
| Motorkenndaten                              |                             |                              |                              |                             |                             |                             |
| Motortyp                                    | R4-Ottomotor + Elektromotor | R4-Ottomotor + Elektromotor  | R4-Ottomotor + Elektromotor  | R4-Ottomotor + Elektromotor | R4-Ottomotor + Elektromotor | R4-Ottomotor + Elektromotor |
| Hubraum                                     | 1498 cm³                    | 1497 cm³                     | 1497 cm³                     | 1498 cm³                    | 1498 cm³                    | 1498 cm³                    |
| max. Leistung Verbrennungsmotor             | 81 kW (110 PS) bei 6000/min | 102 kW (139 PS) bei 5200/min | 102 kW (139 PS) bei 5200/min | 74 kW (101 PS)              | 74 kW (101 PS)              | 115 kW (156 PS)             |
| max. Systemleistung                         | 145 kW (197 PS)             | 160 kW (218 PS)              | 160 kW (218 PS)              | 160 kW (218 PS)             | 160 kW (218 PS)             | 200 kW (272 PS)             |
| max. Drehmoment Verbrennungsmotor           | 135 Nm bei 4500/min         | 231 Nm bei 1350–4000/min     | 231 Nm bei 1350–4000/min     | 126 Nm                      | 126 Nm                      | 225 Nm                      |
| max. Systemdrehmoment                       | 325 Nm                      | 325 Nm                       | 325 Nm                       | 260 Nm                      | 260 Nm                      | 315 Nm                      |
| Kraftübertragung                            |                             |                              |                              |                             |                             |                             |
| Antrieb                                     | Vorderradantrieb            | Vorderradantrieb             | Vorderradantrieb             | Vorderradantrieb            | Vorderradantrieb            | Vorderradantrieb            |
| Getriebe                                    | E-CVT                       | E-CVT                        | E-CVT                        | E-CVT                       | E-CVT                       | E-CVT                       |
| Messwerte                                   |                             |                              |                              |                             |                             |                             |
| Höchstgeschwindigkeit                       | 180 km/h                    | 180 km/h                     | 180 km/h                     | 185 km/h                    | 185 km/h                    | 200 km/h                    |
| Beschleunigung, 0–100 km/h                  | 8,2 s                       | 7,9 s                        | 7,9 s                        | 8,5 s                       | 8,0 s                       | 6,9 s                       |
| Kraftstoffverbrauch auf 100 km (kombiniert) | 1,1 l Super                 | 1,1 l Super                  | 0,8 l Super                  | 1,6 l Super                 | 1,0 l Super                 | 1,1 l Super                 |
| Tankinhalt                                  | 50 l                        | 50 l                         | 45 l                         | 70 l                        | 70 l                        | 70 l                        |
| Energieinhalt Akku                          | 17,6 kWh                    | 17,6 kWh                     | 30,7 kWh                     | 10,1 kWh                    | 17,6 kWh                    | 17,6 kWh                    |
| elektrische Reichweite nach CLTC            | 100 km                      | 100 km                       | 160 km                       | 70 km                       | 125 km                      | 125 km                      |
| Abgasnorm                                   | China VI                    | China VI                     | China VI                     | China VI                    | China VI                    | China VI                    |